# Spinimegopis perroti
Spinimegopis perroti är en skalbaggsart som först beskrevs av Fuchs 1966. Spinimegopis perroti ingår i släktet Spinimegopis och familjen långhorningar.
Artens utbredningsområde är Myanmar. Inga underarter finns listade i Catalogue of Life.